# 烈堡乡
烈堡乡，是中华人民共和国山西省忻州市神池县下辖的一个乡镇级行政单位。

## 行政区划
烈堡乡下辖以下地区：
烈堡村、后红梁村、大井沟村、赵老沟村、高堡村、焦山村、南寨村、南窑村、鹞子沟村、石湖村、李家山村、冯家庄村、辛窑村、大沟村、小井沟村、前红梁村、东梁后村、解家岭村、大滩村和冯西沟村。